# Tiszakeszi
Tiszakeszi es un pueblo húngaro perteneciente al distrito de Mezőcsát, condado de Borsod-Abaúj-Zemplén.

## Superficie
Cuenta con una superficie de 46,18 km².

## Demografía
Hasta 2024 la población era de 2442 habitantes, con una densidad de población de 52,88 hab/km².
| Gráfica de evolución demográfica de Tiszakeszi entre 2020 y 2024 |
|                                                                  |
| Datos según la Oficina Central de Estadística de Hungría.        |